# Wheels of Steel
Wheels of Steel is het tweede album van de Britse band Saxon, uitgebracht in 1980 door Carrere. Het wordt gezien als een mijlpaal in de zogenoemde new wave of British heavy metal en in de metal in het algemeen.

## Nummers
1. Motorcycle Man – 3:56
2. Stand Up and Be Counted – 3:09
3. 747 (Strangers in the Night) – 4:58
4. Wheels of Steel – 5:58
5. Freeway Mad – 2:41
6. See the Light Shining – 4:55
7. Street Fighting Gang – 3:12
8. Suzie Hold On – 4:34
9. Machine Gun – 5:23

## Bezetting
- Biff Byford - zang
- Graham Oliver - gitaar
- Paul Quinn - gitaar
- Steve Dawson - basgitaar
- Pete Gill - drums